# 桃音まみる
桃音 まみる（ももね まみる、1991年2月22日 - ）は、日本の元AV女優。
血液型:A、もしくはB、もしくはO型。出演ビデオにより血液型が異なっている。趣味・特技:読書、買い物、猫と遊ぶ、卓球。

## 略歴・人物
2009年より着エログラビア活動を始め、2010年にAVデビューした。2012年5月30日付けの自身のブログにより、AV女優引退を発表。

## 出演作品

### イメージビデオ
- ［素人着エロ倶楽部］ まみるちゃん 18才 インテリアショップ店員（2009年5月15日、写女）
- OLゼンゾリーナ（2009年7月10日、メディアブランド）
- 競泳水着デジタルカタログ（2009年7月17日、メディアブランド）他出演:白石美優、風友セリーヌ、青木衣沙、青山にいな
- メコスジ （2009年11月25日、fermata）
- 素肌の誘惑 （2010年1月15日、心交社）
- ていもう&パイパン（2010年2月25日、fermata）他出演:木下はるか、片岡さき、小林茜、楠原愛菜、沢田りほ
- AV寸前!×女子校生（2010年8月25日、コンセント）
- Shake hip（2011年11月29日、オルスタックピクチャーズ） ※「菊地さやか」名義

### アダルトビデオ
2010年
- ダマし撮りじぇねれーしょん 10（12月2日、プレステージ） ※「まみ」名義
- 四六時中ひとり占め 2（12月2日、フルセイル）

2011年
- CANDY SNAP 04（1月1日、フルセイル）
- 高貴美少女学院 01（1月13日、プレステージ）
- LOOK 撮られた女の報酬 #016（4月5日、プレステージ）
- イケ撮り3PIECE!!! 【004】 とりあえず合コンあとは、全員ヤル。（3月23日、プレステージ）共演:大石のぞみ、井川あいな
- お嬢さま専門・姦淫性感クラブ 04（4月5日、プレステージ）
- スゴ〜く! 制服の似合う素敵な娘 まみる（5月19日、オーロラプロジェクト）
- お兄ちゃん、シテあげる。 5（6月4日、アイエナジー）
- 純粋美少女（6月13日、オーロラプロジェクト）
- 貧乳パイパン生中出し（6月24日、I.B.WORKS）
- わたしのお尻を玩具にしてください（6月25日、オーロラ・プロジェクト）
- ブルマ尻コキ（8月1日、Fetishist）他出演:つくし、京野ななか、つぼみ、長谷川しずく、西山希、唯真白、市井るな、川合まゆ、雛木あんず、土方莉緒
- パイパン学級委員長ナマ中出し（8月12日、I.B.WORKS）
- メコスジいぢり（9月1日、Fetishist）他出演:河愛杏里、早乙女らぶ、竹内りな、松村ちづる、雛木あんず、初芽里奈、藤原ひとみ、長谷川しずく、名倉瞳、柳原あかり、羽田桃子、来栖なほ
- ツインテール歌姫しか見たくない!4時間 撮りおろし（9月23日、TMA）他出演:前田陽菜、長谷川しずく、小滝みい菜、つぼみ、夢見あくび
- くちびる（10月15日、ワープエンタテインメント）
- ―あの日見たあの子の名前を僕たちは、まだ知らない。（10月15日、NON）
- 教師と生徒の逆転関係! 禁断レズ学園 最終章（10月20日、ディープス）共演:つぼみ
- 未発育少女わいせつ行為映像記録（10月21日、I.B.WORKS）
- 薄壁の向こうで姉が我慢できずに漏らす喘ぎ声を聞いて発情しだす妹 2（11月5日、ナチュラルハイ）共演:あずみ恋
- 中出しニーソックスメイド（11月11日、TMA）他出演:前田陽菜、小滝みい菜、長谷川しずく、つぼみ、夢見あくび
- 種付け女学園 ●年2組出席番号15番 まみる（11月13日、HERO）
- やっぱり、君が好き 美少女・微熱レズビアン 〜第4章・ラブレター〜（11月15日、ワープエンタテインメント）共演:橘ひなた
- 唾液☆キス魔少女（11月19日、ドグマ）
- 「仕事はできるがチ○ポ扱いは苦手な先輩看護師の指コキと仕事はできないがチ○ポ扱いが上手な新人看護師の手コキどちらがお好き?」 VOL.1（11月19日、DANDY）他出演:ありさ、そらのゆめ ほか
- ミニ電マ付き! 縞パンニーソックスロリータ強制立ち電マ（11月25日、TMA）他出演:藤原ひとみ、前田陽菜、栗林里莉、みづなれい、橘ひなた、松村ちづる、長谷川しずく、中川もも、来栖ひなた、玉城香南、来栖なほ
- フル・スーパーデジタルモザイク MAMIRU 悪戯な美少女 絡み合う罪と罰（12月7日、桃太郎映像出版）
- 路線バスで見つけたひと際幼い中高一貫女子校生を足が震える程に、何度もイカせる（12月8日、SODクリエイト）
- ソープランドで働かされてる○○生を救い出せ! 3（12月8日、ナチュラルハイ）オムニバス作品
- GAKI 〜女子校生の未開発な身体にしたい7つの下品なこと〜（12月8日、ディープス）他出演:篠田ゆう、京野ななか
- 貧乳少女 中出し飲尿 鬼畜拷問（12月22日、First Star）

2012年
- 生中痴漢 3（1月7日、ナチュラルハイ）他出演:浅乃ハルミ、あずみ恋、相島奈央 ほか
- コスプレみるきぃ コスプレ美少女と性交（1月13日、みるきぃぷりん♪）
- 浴びた女も感激する一撃!!大量顔射!!! 「興奮すれば、さらに良い汁がでるはずっ!!」と、お好みシチュエーションでのヌキを切望する≪最低10日以上禁欲≫した男たちが浴びせる、とっても大量で濃厚なS級発射ばかりのザーメンぶっかけ（1月15日、ワープエンタテインメント）他出演:椎名ひかる、小嶋ジュンナ、双葉みか、新城美稀、さとう遥希、西尾かおり、長澤あずさ、妃乃ひかり、青木玲、悠月舞
- こんでんすみるきぃ 初ぶっかけファン感謝祭（2月1日、みるきぃぷりん♪）
- 精子は飲むものだと教えられる。 まみる149cm（2月1日、ミニマム）
- ツンとした感じがタマらない気になるカノジョに猫耳つけたら デレデレしまくる従順ペットになっちゃった（2月5日、NON）他出演:星野声奈、滝川彩華、有村千佳、波多野結衣、名波かのん
- 強制体液搾取研究所（2月13日、MOODYZ）共演:鈴木ありす、夏川未来
- 見かけによらないゴックン少女 カマトト優等生は濃い〜のがお好き♥（2月15日、ワープエンタテインメント）
- 俺の許可なく、絶対イクなッ!!!!! 早漏オンナをナマ殺す焦らし地獄のイキガマン（2月15日、ワープエンタテインメント）他出演:さとう遥希、鈴木凛々、笠木忍、前田優希、秋吉ひな、小嶋ジュンナ、瀬乃ゆいか、西尾かおり、双葉みか、愛内希
- キモメン大好き女子高生のベロキスと濃厚SEX（2月19日、CROSS）
- 家庭教師に媚薬を飲ませたら効きすぎて白目を剥くほどセックスしたがって困った 3（2月23日、ナチュラルハイ）他出演:永沢まおみ、愛乃
- 小さい女の子2人と夢の逆3Pセックス（3月1日、MOODYZ）共演:小林麻里
- みるきぃHi-スクール（3月7日、みるきぃぷりん♪）
- 図書館で声も出せず糸引くほど愛液が溢れ出す敏感娘 9（3月8日、ナチュラルハイ）他出演:友田彩也香 ほか
- 同じマンションに住む幼馴染みのお兄ちゃんが…（3月19日、キチックス）
- 六年二組のパイパン乱交（3月23日、I.B.WORKS）共演:朝倉ことみ、椿アリス
- 公衆便所舐めまわし 変態女子高生（4月19日、CROSS）
- 手錠の鍵はマ●コの中 貴方が下半身丸出しの女子校生に「鍵を取って下さい」と助けを求められたら犯さずにいれますか?（4月21日、ナチュラルハイ）オムニバス作品
- 悪戯いとこ風呂（4月27日、I.B.WORKS）他出演:なつき、ちはる
- メイド in Prin（5月7日、みるきぃぷりん♪）
- 身長140cm代限定! ちびっこハーレムソープランド（5月10日、SODクリエイト）共演:このは、水嶋あい
- 貧乳パイパン妹 生中出し（5月11日、TMA）他出演:藤月ちはる、桃瀬なつき